# Matt Mangini
Matthew Steven Mangini (né le 21 décembre 1985 à Springfield, Massachusetts, États-Unis) est un ancien joueur de troisième but des Ligues majeures de baseball qui évolue en 2010 pour les Mariners de Seattle.

## Carrière
Matt Mangini est drafté au premier tour de sélection par les Mariners de Seattle en juin 2007. Il est le 52e athlète sélectionné au total et constitue un choix de repêchage obtenu des Royals de Kansas City pour la signature, au mois de décembre précédent, de l'agent libre Gil Meche.
Mangini fait ses débuts dans les majeures avec les Mariners le 23 septembre 2010. Inséré ce jour-là dans la formation partante à titre de frappeur désigné, il réussit son premier coup sûr en carrière aux dépens du lanceur des Blue Jays de Toronto, Kevin Gregg.
Le 23 août 2011, il est libéré par les Mariners et devient agent libre.
Le 6 décembre 2011, il signe un contrat des ligues mineures avec les Rays de Tampa Bay. En août 2012, Mangini est mis sous contrat par les Diamondbacks de l'Arizona. Il met un terme à sa carrière après une année 2012 partagée en ligues mineures entre des clubs affiliés aux Diamondbacks et aux Rays.